# Summer Nights
«Summer Nights» es una canción escrita por Brian Henderson y Liza Strike para la cantante británica Marianne Faithfull. Grabada el 2 de julio de 1965, fue lanzada como sencillo el 16 de julio de 1965 junto a «The Sha La La Song» —escrita por Mike Leander (productor de ambas canciones) bajo el seudónimo de Michael Farr— como lado B. En Francia, esta última canción fue reemplazada por «Go Away from My World». 
«Summer Nights» perteneció al segundo álbum estadounidense de Faithfull, Go Away from My World, y no se incluyó en ninguno de los álbumes europeos. Una versión alternativa saldría tiempo después en CD y álbumes recopilatorios de la artista.
Debido al éxito, la canción también tuvo una versión en francés por parte de Faithfull con el título «Nuit d'été». Fue lanzada en Francia en su EP À bientôt nous deux en abril de 1966.

## Recepción
El sencillo ingresó en las listas de Inglaterra el 22 de julio de 1965 y se mantuvo en ella por diez semanas. En la cuarta, alcanzó el puesto número 10.
El 24 de julio ingresó a la lista británica Melody Maker, en la cual se mantuvo por nueve semanas, y en donde alcanzó el puesto número 10.
Al siguiente mes, el 14 de agosto, ingresó en el último puesto de la lista top 100 de la estadounidense Cash Box. Se mantuvo en ella por ocho semanas. En la sexta, obtuvo su mejor posición en el puesto 38 y se retiró de las ella en el puesto 60.
Esa misma semana ingresó también a la lista de Billboard, donde estuvo una semana más que en la lista de Cash Box. Su mejor posición fue la número 24.
Además, estuvo también en la lista CHUM de Canadá por cuatro semanas. Ingresó en ella el 30 de agosto en el número 47, y se retiró el 20 de septiembre con su mejor posición en el número 32.
El 11 de septiembre ingresó al top 40 de los Países Bajos, en el puesto 28. Se mantuvo por siete semanas en la lista, obteniendo su mejor posición en el número 26.
En Suecia duró solamente una semana en la lista de éxitos Kvällstoppen, ingresó el 21 de septiembre en el puesto número 18.
En Hong Kong ingresó en la lista top 10 el 11 de diciembre y se mantuvo por siete semanas. Su mejor posición la obtuvo el 18 de diciembre en el puesto número 6.

## Interpretaciones en directo
Poco tiempo después de haberse publicado en sencillo, Marianne interpretó «Summer Nights» para su promoción en varias ocasiones: el 22 de julio de 1965 en el programa de televisión británico Top of the Pops, que se retransmitiría por dos veces más en el mes de agosto; el 23 de julio en el espacio televisivo Ready Steady Go!; el 24 de julio en el programa radial de la BBC Saturday Club, presentado por Brian Mathew, junto a «Go Away from My World» y «Paris Bells» y acompañada por una orquesta en vivo dirigida por Mike Leander (esta interpretación aparecerá en 2008 en su álbum Live at the BBC); y el 18 de septiembre en el programa de televisión estadounidense Shindig!.